# Только она единственная
«Только она единственная» (англ. She is the One) — фильм режиссёра Эдварда Бёрнса 1996 года. Мелодрама. Третий фильм с участием Камерон Диас.

## Сюжет
История таксиста Микки, живущего счастливой на его взгляд жизнью, и его брата — Фрэнсиса — инвестора с Уолл-стрит, тайно изменяющего своей жене Рене. Жизнь братьев переворачивается, когда первый встречается со студенткой Хоуп, а второй — с красавицей Хизер, бывшей знакомой его брата.

## В ролях
| Актёр             | Роль              |
| ----------------- | ----------------- |
| Камерон Диас      | Хизер Дэвис       |
| Эдвард Бёрнс      | Микки Фицпатрик   |
| Дженнифер Энистон | Рене Фицпатрик    |
| Майк МакГлоун     | Фрэнсис Фицпатрик |
| Максин Банс       | Хоуп              |
| Джон Махони       | мистер Фицпатрик  |
| Лесли Манн        | Конни             |
| Аманда Пит        | Молли             |
| Фрэнк Винсент     | Рон               |

## Награды
Фильм номинировался в 1996 году на специальный приз Фестиваля американского кино в Довиле и в 1997 году на Satellite Awards (en) в номинации — лучший оригинальный саундтрек.